# Guy Gabay
Guy Gabay (18 de juliol de 1993) és un ciclista israelià. Professional del 2015 al 2016.

## Palmarès
- 2013
  - 1r a la Hets Hatsafon
- 2016
  - 1r a la Hets Hatsafon